# Xylotrechus sieversi
Xylotrechus sieversi är en skalbaggsart som beskrevs av Ludwig Ganglbauer 1890. Xylotrechus sieversi ingår i släktet Xylotrechus och familjen långhorningar.
Artens utbredningsområde är Iran. Inga underarter finns listade i Catalogue of Life.